# Макрорадикали
Макрорадика́ли (англ. macro radical) — макромолекули, що одночасно є радикалами, маючи радикальний реакційний центр, які несуть неспарений електрон. Розрізняють нейтральні та заряджені (аніон-, катіон-) макрорадикали.
Залежно від місця локалізації вільної валентності в основному ланцюзі макрорадикали поділяються на серединні або кінцеві макрорадикали, а також бічні макрорадикали (на бічній частині ланцюга). Вільна валентність може бути локалізована на атомах С, О, S та інших (наприклад, алкільні, аллільні, ацильні, пероксильні макрорадикали).
Макрорадикали утворюються при синтезі полімерів (в радикальній полімеризації і кополімеризації), при впливі на полімери іонізуючих випромінювань, механічних навантажень, дії О2, низькомолекулярних активних частинок (Н•, НО•, СН3•), а також у різноманітних біохімічних процесах.